# Las Cañitas
Las Cañitas är en ort i Mexiko.   Den ligger i kommunen La Misión och delstaten Hidalgo, i den sydöstra delen av landet, 180 km norr om huvudstaden Mexico City. Las Cañitas ligger 405 meter över havet och antalet invånare är 122.
Terrängen runt Las Cañitas är huvudsakligen bergig, men den allra närmaste omgivningen är kuperad. Las Cañitas ligger nere i en dal. Runt Las Cañitas är det ganska glesbefolkat, med 39 invånare per kvadratkilometer. Närmaste större samhälle är Chapulhuacán, 13,5 km nordost om Las Cañitas. I omgivningarna runt Las Cañitas växer i huvudsak blandskog.